# Gangsterterror slås ned
Gangsterterror slås ned (originaltitel: The Underworld Story) är en amerikansk film från 1950 i regi av Cy Endfield. Filmen bygger på en historia av Craig Rice. Huvudrollen görs av Dan Duryea som annars vanligtvis gestaltade biroller.

## Rollista
- Dan Duryea – Mike Reese
- Herbert Marshall – E.J. Stanton
- Gale Storm – Cathy Harris
- Howard Da Silva – Carl Durham
- Michael O'Shea – Ralph Munsey
- Mary Anderson – Molly Rankin
- Gar Moore – Clark Stanton
- Melville Cooper – Major Redford
- Frieda Inescort – Mrs. Eldrige
- Art Baker – Tilton
- Harry Shannon – George Parker
- Alan Hale, Jr. – Shaeffer